# Враження як подарунок
Сервіс «Враження як подарунок» був вперше створений в 1990 році у Великій Британії, і на даний момент цей сектор розвивається надшвидкими темпами, маючи оборот у 253 мільйони доларів на рік (2007). На відміну від матеріальних подарунків, пропозиції такого типу більш динамічні за своєю суттю, — наприклад, стрибок з парашутом (скайдайвінг), прогулянка по виноградниках або автокрос. Компанії з продажу сертифікатів на враження виступають, як правило, як посередникий між провайдерами послуг і кінцевим покупцем.

## Різновиди «подарунків-вражень»
- Пригода — скайдайвінг, каякінг, катання на дельтаплані, спуск по річці (рафтинг).
- Водіння — ралі, перегони, їзда на раритетному автомобілі.
- Дегустація — вино, сигари, курс із приготування вишуканих страв.
- Наодинці з природою — прогулянка містом на скутері, милування дельфінами.
- Омолоджуючі процедури — СПА, пілатес, стоунтерапія.
- Подорож — поїздка у відпустку на вихідних, гра в гольф.
- Музика — спів у караоке.

## Історія
Засновником даної індустрії стала британська компанія «Red Letter Days», що мала приголомшливий успіх і припинила своє існування внаслідок віртуального банкрутства. «Red Letter Days» була створена британською підприємицею на ім'я Рейчел Елно (Rachel Elnaugh). Існує думка, що ідея «подарунка-враження» спала їй на думку в той момент, коли Рейчел шукала нестандартний спосіб піднести своєму батькові у подарунок квитки на матч англійської команди з крикету. Популярність «Red Letter Days» принесла Елно нагороду від Ernst & Young у номінації «Підприємець року 2002». Більше того, Рейчел дісталася роль у телевізійному серіалі «Dragon's Den» на BBCTV.
Намагаючись повторити успіх «Red Letter Days», в Європі почали з'являтися компанії, що пропонували «враження у подарунок». Так, наприклад, в Австралії в 2001 році було засновано одне з найбільших підприємств у даній галузі — «Red Balloon».
У той час, коли «враження у подарунок» перебували на піку популярності в Європі і Австралії, в США такий спосіб потішити друзів і близьких став користуватися попитом лише у 2004—2005 роках. Найбільш відомі представники даної сфери в Сполучених Штатах: компанії «Great American Days» (2004), «Cloud 9 Living» (2005), «Xperience Days» (2004), і «Excitations» (2004). Усі ці підприємства продовжують діяти донині, пропонуючи населенню свої незвичайні послуги.
Починаючи з 2009 року індустрія «подарунків-вражень» почала активно розвиватися і на території України. Першопрохідцем у цій галузі стала компанія «Bodo», яка пропонує своїм клієнтам розмаїття послуг як активного та екстремального, так і творчо-романтичного спрямування.